# Enzo Bianchi

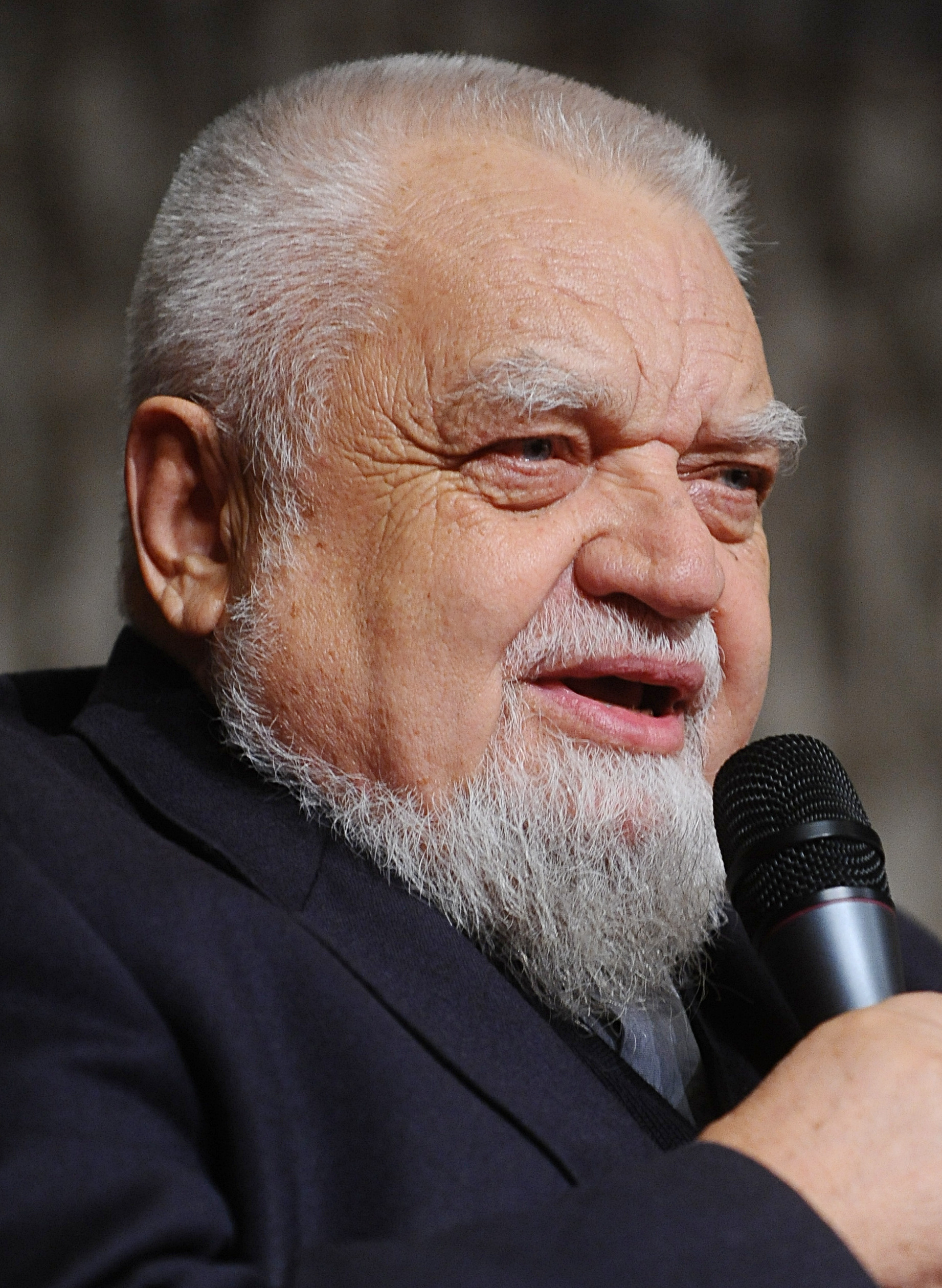
Enzo Bianchi (2013)

Enzo Bianchi (* 3. März 1943 in Castel Boglione) ist Autor geistlicher Bücher sowie Gründer und ehemaliger Prior des Klosters Bose sowie der ökumenischen Ordensgemeinschaft „Comunità di Bose“.

## Leben und Schaffen
Bianchi studierte Wirtschaftswissenschaften an der Universität Turin. Er schreibt regelmäßig Artikel für italienische Tageszeitungen. Bücher und Aufsätze von ihm wurden in zahlreiche Sprachen übersetzt. Sein Buch Pregare la parola (1974) wurde u. a. ins Niederländische (God ontmoeten in Zijn woord), Französische (Prier la parole. Une introduction à la Lectio divina), Spanische, Portugiesische, Englische (Praying the word. An introduction to Lectio divina), Polnische, Deutsche und Tschechische übersetzt. Die deutsche Übersetzung von Mathilde Wieman ist in den Bibliotheken in drei verschiedenen Auflagen (1988, 1997 und 2004) zu finden.
Am 13. Mai 2020 wurden Bianchi und drei weitere Mitglieder nach einer apostolischen Visitation aufgefordert, sich auf unbestimmte Zeit von der Gemeinschaft zu trennen und das Kloster zu verlassen. Dieser Aufforderung stimmte er vorerst zu, wenngleich er nach Ablauf der Frist im Februar 2021 immer noch im Kloster lebte. Seine Entscheidung wurde in einer offiziellen Stellungnahme des Klosters kritisiert. Am 7. Juni 2021 gab er bekannt, dass er die Gemeinschaft verlassen werde.

## Ehrungen und Ernennungen
Die Universität Turin verlieh Enzo Bianchi im Jahr 2000 die Ehrendoktorwürde.
Im September 2012 wurde er vom Generalsekretär der Bischofssynode mit Zustimmung von Papst Benedikt XVI. zu einem der Experten („Adiutores Secretarii Specialis“) der 13. Ordentlichen Vollversammlung der Bischofssynode vom 7. – 28. Oktober 2012 zum Thema „Neuevangelisierung für die Weitergabe des Glaubens“ ernannt.

## Veröffentlichungen
- Lectio divina: Zur Theologie und Praxis der geistlichen Schriftlesung. Koinonia-Oriens, Köln 2004, ISBN 3-936835-09-8.
- Gott im Wort: Die geistliche Schriftlesung. Franz-Sales-Verlag, Eichstätt 1997, ISBN 3-7721-0198-4.
- Dich finden in deinem Wort. Die geistliche Schriftlesung. Herder, Freiburg i. Br. u. a. 1988, ISBN 3-451-21338-9.